# Māris Čaklais
Māris Čaklais (ur. 16 czerwca 1940 w Saldusie, zm. 13 grudnia 2003 w Rydze) – łotewski poeta.
Opublikował zbiory liryki refleksyjnej inspirowanej problemami czasów współczesnych, jak i historią Łotwy, m.in. Pirmdiena (Poniedziałek) (1965), Kājāmgājējs un mūžība (Pieszy i wieczność) (1967). Tworzył także poezje dla dzieci i reportaże.